# Torneo Grandes de Centroamérica 1996
El Torneo Grandes de Centroamérica 1996 fue la 15a edición de este torneo de fútbol a nivel de clubes de América Central organizado por la UNCAF y que contó con la participación de ocho equipos de la región. Esta edición es continuación de la Copa Fraternidad Centroamericana, la cual se jugó por última vez en el año 1984.
La LD Alajuelense de Costa Rica fue el campeón del torneo tras ser el club que acumuló más puntos en el torneo, ganando el título por primera vez.

## Formato
Originalmente los 8 equipos iban a ser divididos en dos grupos de cuatro equipos cada uno, los cuales iban a estar de la siguiente manera:
| Grupo A: - Atlético Marte - Municipal - Alajuelense - Motagua | Grupo B: - Comunicaciones - FAS - Saprissa - Olimpia |

Sin embargo, los equipos hondureños abandonaron el torneo después de realizado el sorteo, y los equipos salvadoreños lo hicieron un día antes de iniciar el torneo, por lo que se realizó una cuadrangular entre los equipos restantes.
En este torneo se dio la curiosidad de que en caso de que el partido quedara empatado, los equipos irían a lanzar penales, en donde el vencedor se quedaría con un punto adicional.

## Resultados
| Equipo 1       | Resultado   | Equipo 2       |
| -------------- | ----------- | -------------- |
| Municipal      | 0-0 (3-5 p) | Alajuelense    |
| Saprissa       | 3-2         | Comunicaciones |
| Comunicaciones | 2-1         | Municipal      |
| Saprissa       | 4-2         | Municipal      |
| Comunicaciones | 2-2 (5-4 p) | Alajuelense    |
| Saprissa       | 5-0         | Alajuelense    |
| Alajuelense    | 3-0         | Municipal      |
| Alajuelense    | 3-0         | Saprissa       |
| Comunicaciones | 3-2         | Saprissa       |
| Municipal      | 1-0         | Saprissa       |
| Municipal      | 1-1 (4-3 p) | Comunicaciones |
| Alajuelense    | 4-1         | Comunicaciones |

## Clasificación
| Club           | PTS | PJ | PG | PE | PP | GF | GC | +/- |
| -------------- | --- | -- | -- | -- | -- | -- | -- | --- |
| Alajuelense    | 12  | 6  | 3  | 2  | 1  | 12 | 8  | +4  |
| Saprissa       | 9   | 6  | 3  | 0  | 3  | 14 | 11 | +3  |
| Comunicaciones | 9   | 6  | 2  | 2  | 2  | 11 | 13 | -2  |
| Municipal      | 6   | 6  | 1  | 2  | 3  | 5  | 10 | -5  |

## Campeón
Alajuelense
Campeón
1º Título